# Plan Control Territorial
El Plan Control Territorial (PCT) es un programa diseñado y ejecutado por el Gobierno de Nayib Bukele para abordar la seguridad pública y combatir las actividades de pandillas. La iniciativa contempla una implementación estructurada en seis fases, con la posibilidad de una séptima fase adicional. Según estimaciones oficiales, el costo total del programa ascendería a 575,2 millones de dólares.

## Antecedentes
Entre 1979 y 1992, El Salvador experimentó una guerra civil, un conflicto que marcó significativamente la historia del país centroamericano. Durante este período, el conflicto generó una migración masiva de salvadoreños, principalmente hacia los Estados Unidos. Aproximadamente 92,000 salvadoreños emigraron, estableciéndose en gran parte en zonas urbanas de Los Ángeles, donde posteriormente surgirían las principales pandillas de la región: la Mara Salvatrucha y la Mara 18.
Al finalizar la Guerra Civil Salvadoreña, y en el marco del cumplimiento de los Acuerdos de Paz, hubo una reestructuración de las fuerzas de seguridad en El Salvador, creando un vacío de poder en las comunidades más pobres del país, sumando a la falta de oportunidades, falta de empleo, y una gran desigualdad en la sociedad, generó un ambiente perfecto para los pandilleros recién deportados de Estados Unidos, quienes sedujeron a jóvenes y excombatientes a unirse a sus grupos delincuenciales, una gran cantidad de armas usadas en la guerra seguían en manos de excombatientes, que sirvió de arsenal para las pandillas que en ese entonces eran algo nuevo para la sociedad salvadoreña, al comenzar a trazar su control en territorios, comenzó una guerra entre ellas, que terminó desatando un alza en los homicidios, aunque de principio la violencia era entre pandillas, con el tiempo estas sofisticaron su estructura, comenzando los ataques a civiles y a la misma autoridad salvadoreña.
En El Salvador, las pandillas desarrollaron estrategias de intimidación mediante extorsiones, amenazando con violencia a quienes se negaran a pagar lo que denominan "renta". Las consecuencias para los ciudadanos incluían potenciales amenazas o asesinatos, extensivas incluso a familiares de la víctima. Los grupos criminales también dirigieron acciones contra miembros de seguridad pública, periodistas, activistas, vigilantes privados y personas que se resistieran a su reclutamiento. El riesgo de violencia afectaba no solo a los objetivos directos, sino también a sus círculos cercanos, con casos documentados de agresiones a personas sin vinculación directa con conflictos territoriales.
Una encuesta de opinión de la Universidad Centroamericana durante la década de 2000 reveló que el 20,8% de los salvadoreños consideraba a las pandillas como el principal problema nacional. En 2015, El Salvador registró niveles críticos de violencia, con 6,656 homicidios.

## Implementación

### Primera fase: "Preparación"
El 19 de junio de 2019, el presidente Nayib Bukele anunció la implementación de un plan de seguridad dirigido a desarticular las finanzas de las pandillas, inicialmente denominado "Proyecto Control Territorial". A la medianoche del 20 de junio, presentó oficialmente el plan —posteriormente oficializado como "Plan Control Territorial"— ante personal de la Policía Nacional Civil (PNC) y las Fuerzas Armadas de El Salvador (FAES) en la plaza Gerardo Barrios, en el centro histórico de San Salvador.
El director de la PNC, Mauricio Arriaza Chicas, detalló que la primera fase, titulada "preparación", se implementaría en 12 de los 262 municipios del país. Los municipios seleccionados —Apopa, Delgado, Colón, Ilopango, Mejicanos, San Marcos, San Martín, San Miguel, San Salvador, Santa Ana, Santa Tecla y Soyapango— comprenden fundamentalmente el área metropolitana. El entonces ministro de Justicia y Seguridad, Rogelio Rivas, precisó que esta fase se centraría en los centros históricos de las ciudades, con participación conjunta de personal policial y militar. El despliegue inicial incluyó 2.500 agentes policiales y 3.000 efectivos militares.
El 29 de julio de 2019, con el objetivo de establecer el orden en el sistema penitenciario y dejar incomunicados a los pandilleros dentro de las cárceles, desde donde sus cabecillas giraban órdenes de asesinatos y extorsiones, se desplegaron 1.000 soldados adicionales para continuar la implementación. Como medida complementaria, el gobierno declaró un estado de emergencia en el sistema penitenciario. La intervención implicó el cierre de 28 centros penales, suspensión de visitas, confinamiento de reclusos en sus celdas o reubicación en instalaciones de mayor seguridad, y bloqueo de servicios telefónicos en los perímetros carcelarios. El estado de emergencia se levantó el 2 de septiembre de 2019, con un costo total de 31 millones de dólares para la primera fase.

### Segunda fase: “Oportunidades”

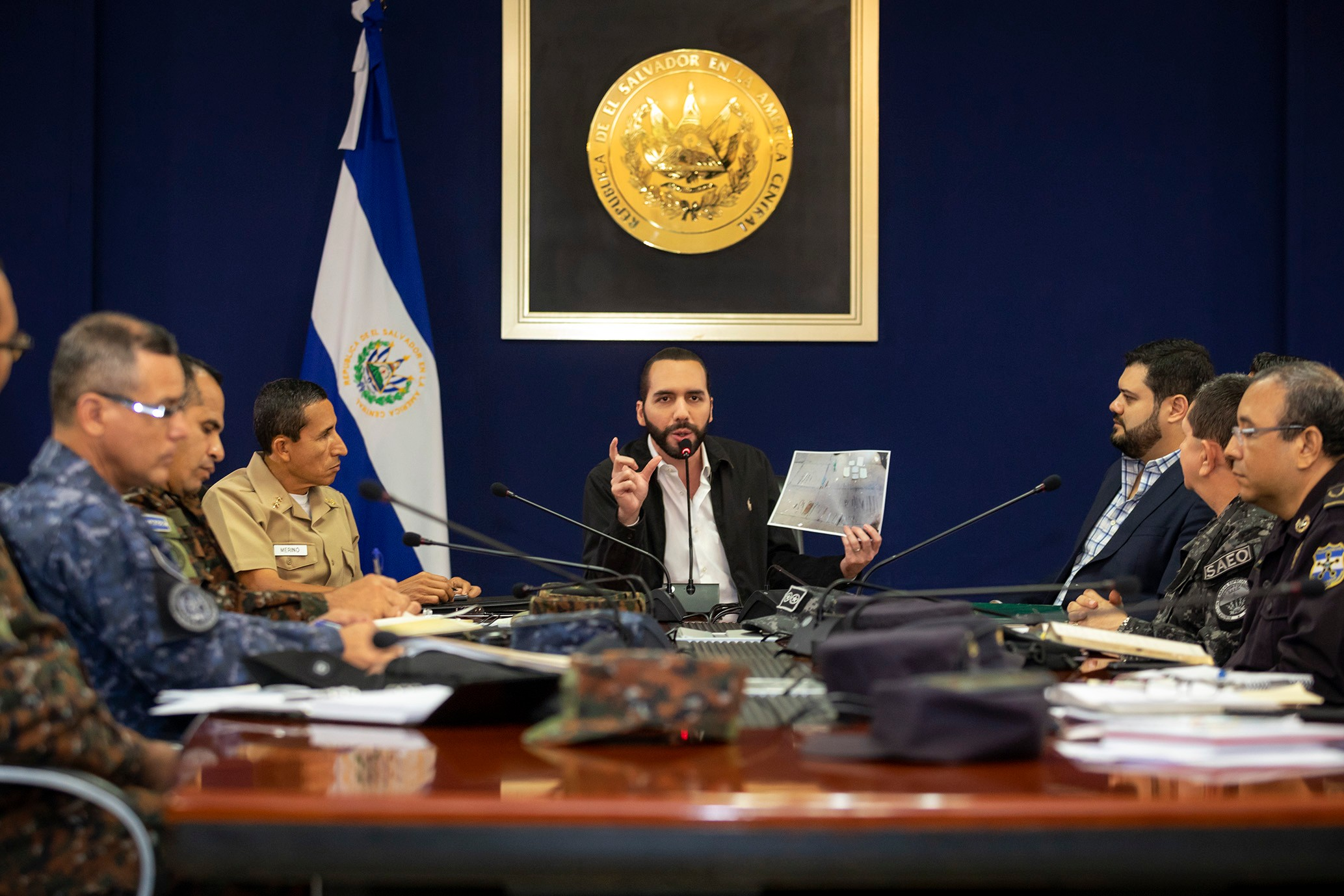
Nayib Bukele reunido con su Gabinete de Seguridad.

El 2 de julio de 2019, Bukele anunció el inicio de la segunda fase del Plan Control Territorial, denominada "Oportunidades". Esta etapa se orientó a generar alternativas de desarrollo para la población joven mediante intervenciones en áreas estratégicas de desarrollo social.
Los objetivos principales de la fase incluían mejorar la atención médica, impulsar programas educativos, establecer sistemas de becas, y construir infraestructura educativa y deportiva. La finalidad declarada era proporcionar opciones de desarrollo que desalentaran la incorporación de los jóvenes salvadoreños a las estructuras de las pandillas.
Con la implementación de la segunda fase, el Gobierno de Bukele inició la creación de oportunidades en las comunidades más afectadas por la violencia, con el fin de prevenir que los jóvenes se vinculen con grupos de pandillas. En este contexto, surgieron los Centros Urbanos de Bienestar y Oportunidades (CUBO), espacios destinados al desarrollo de habilidades, destrezas y conocimientos de los jóvenes. En los CUBO, los participantes reciben formación en diversas áreas, tales como diseño gráfico, inglés, italiano, voleibol, lectoescritura, computación, ajedrez básico, lenguaje de señas salvadoreñas (LESSA) básico I y II, y una introducción al náhuatl. Una de las metas fundamentales de los CUBO es promover una cultura de paz a través de la colaboración estrecha con los jóvenes.
En términos financieros, el gobierno estimó un costo total de 158 millones de dólares para esta fase. Sin embargo, solo logró concretar un préstamo de 91 millones de dólares con el Banco Centroamericano de Integración Económica (BCIE) para financiar la iniciativa, lo que representó aproximadamente el 57% del presupuesto original proyectado.

### Tercera fase: “Modernización”
El 1 de agosto de 2019, Bukele anunció el inicio de la tercera fase del Plan Control Territorial, denominada "modernización". Esta etapa se orientó a fortalecer la capacidad operativa de las instituciones de seguridad mediante la actualización del equipamiento y recursos tecnológicos.
Los objetivos principales de la fase comprendían la dotación de nuevos recursos para las fuerzas de seguridad, incluyendo armamento, equipamiento de protección personal, sistemas de comunicación, tecnología de vigilancia y medios de movilización. La inversión contemplaba la adquisición de armas de fuego, chalecos antibalas, cascos, radios, cámaras de visión nocturna, helicópteros, drones, además de la mejora de unidades de patrullaje e infraestructura policial.
En octubre de 2019, el Banco Centroamericano de Integración Económica (BCIE) acordó un préstamo de 109 millones de dólares para financiar la fase. Adicionalmente, el gobierno de Corea del Sur realizó una donación de 5,3 millones de dólares.
El 30 de enero de 2020, la Asamblea Legislativa rechazó la aprobación del préstamo del BCIE. Los entonces partidos políticos mayoritarios, ARENA y FMLN, cuestionaron la efectividad del Plan Control Territorial. Para ese momento, las negociaciones entre grupos de pandillas y los altos dirigentes de los partidos antes mencionados eran de conocimiento público. 
El 6 de febrero, como respuesta a la negativa de la Asamblea, Bukele invocó el artículo 167 de la Constitución y convocó a una sesión extraordinaria el 9 de febrero, la Asamblea entró en desacato al asistir menos de la mitad de los legisladores, en ese momento, Bukele entró al parlamento acompañado de 40 soldados y tras retirarse del recinto le dijo a la multitud reunida a las afueras del recinto. Sin embargo, menos de la mitad de los legisladores asistieron, y el préstamo no fue aprobado.

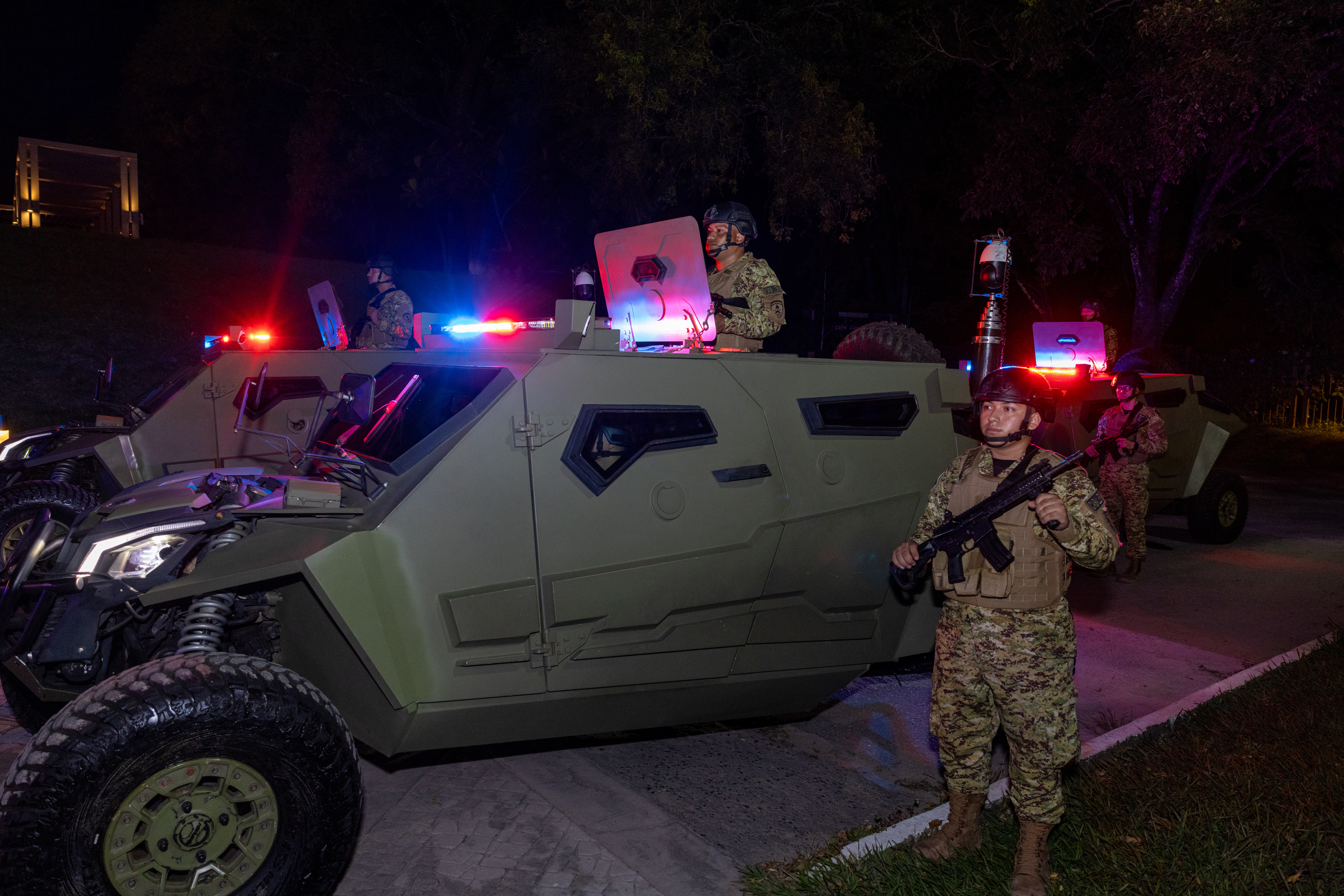
Vehículo YAGU de la Fuerza Armada de El Salvador durante un operativo.

El 18 de febrero de 2020, se desplegaron 1.400 soldados adicionales para continuar la implementación del Plan Control Territorial, manifestando la determinación gubernamental de ejecutar la iniciativa independientemente de las restricciones presupuestarias.
En diciembre de 2021, la Fuerza Armada incorporó seis vehículos multipropósito todo terreno de alta resistencia balística, modelo YAGU de última generación, equipados con drones tácticos y cámaras infrarrojas y térmicas. El 14 de junio de 2022, Nayib Bukele informó sobre la adquisición de vehículos blindados modelo Plasan Sand Cat para la Policía Nacional Civil y la Fuerza Armada, con el objetivo de reforzar las capacidades en la lucha contra la delincuencia. En julio de 2023, la Fuerza Armada, a través del Regimiento de Caballería, sumó 11 vehículos blindados de nivel III, modelo MRAP Hurricane.

### Cuarta fase: “Incursión”

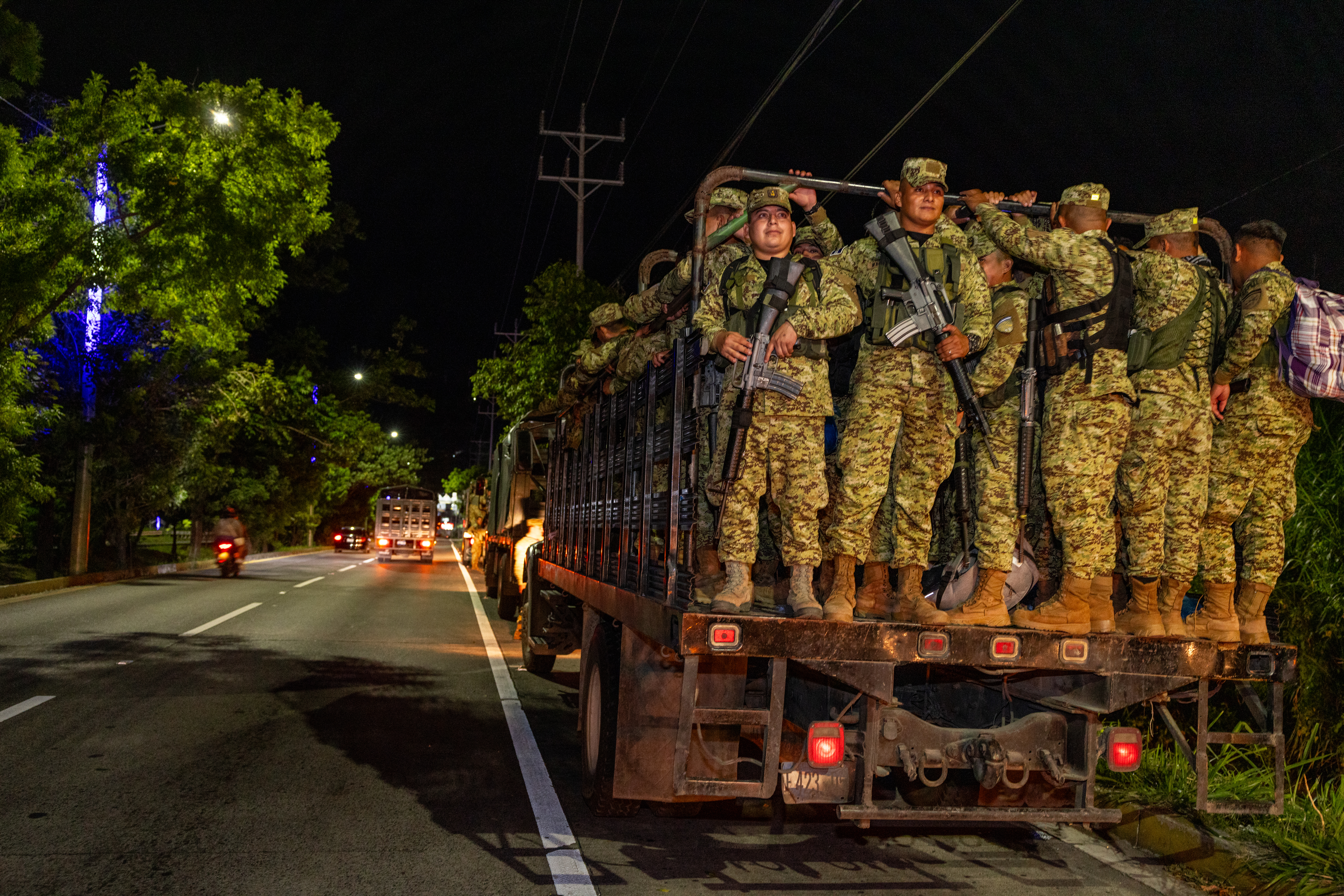
Elementos de la Fuerza Armada de El Salvador durante un cerco de seguridad.

El 19 de julio de 2021, Nayib Bukele anunció el inicio de la cuarta fase del Plan Control Territorial, denominada "incursión". Esta etapa se caracterizó por una estrategia de intervención directa de las fuerzas de seguridad en territorios previamente de difícil acceso debido a la alta presencia de estructuras criminales.
El objetivo principal de la fase fue expandir el control institucional sobre zonas con significativa influencia de pandillas, donde históricamente las autoridades habían enfrentado limitaciones operativas para realizar patrullajes y mantener una presencia efectiva.
Durante el anuncio, Bukele emitió una declaración preventiva dirigida a las organizaciones criminales, advirtiendo sobre las consecuencias legales de actividades delictivas. La comunicación buscaba disuadir potenciales acciones criminales mediante un mensaje de firmeza institucional.

### Quinta fase: “Extracción”
El 23 de noviembre de 2022, en un acto celebrado en San Juan Opico, Nayib Bukele anunció el inicio de la quinta fase del Plan Control Territorial, denominada "extracción". Esta etapa se enfocó en una estrategia de intervención territorial con el objetivo de neutralizar estructuras criminales en todo el territorio salvadoreño.
La fase planteó un operativo de cerco y captura en grandes ciudades, con el propósito declarado de identificar y remover elementos criminales de las comunidades. Para su implementación, se proyectó incrementar el despliegue de fuerzas de seguridad, sumando 200 efectivos policiales a los 20.000 soldados que ya realizaban patrullajes en el territorio nacional.

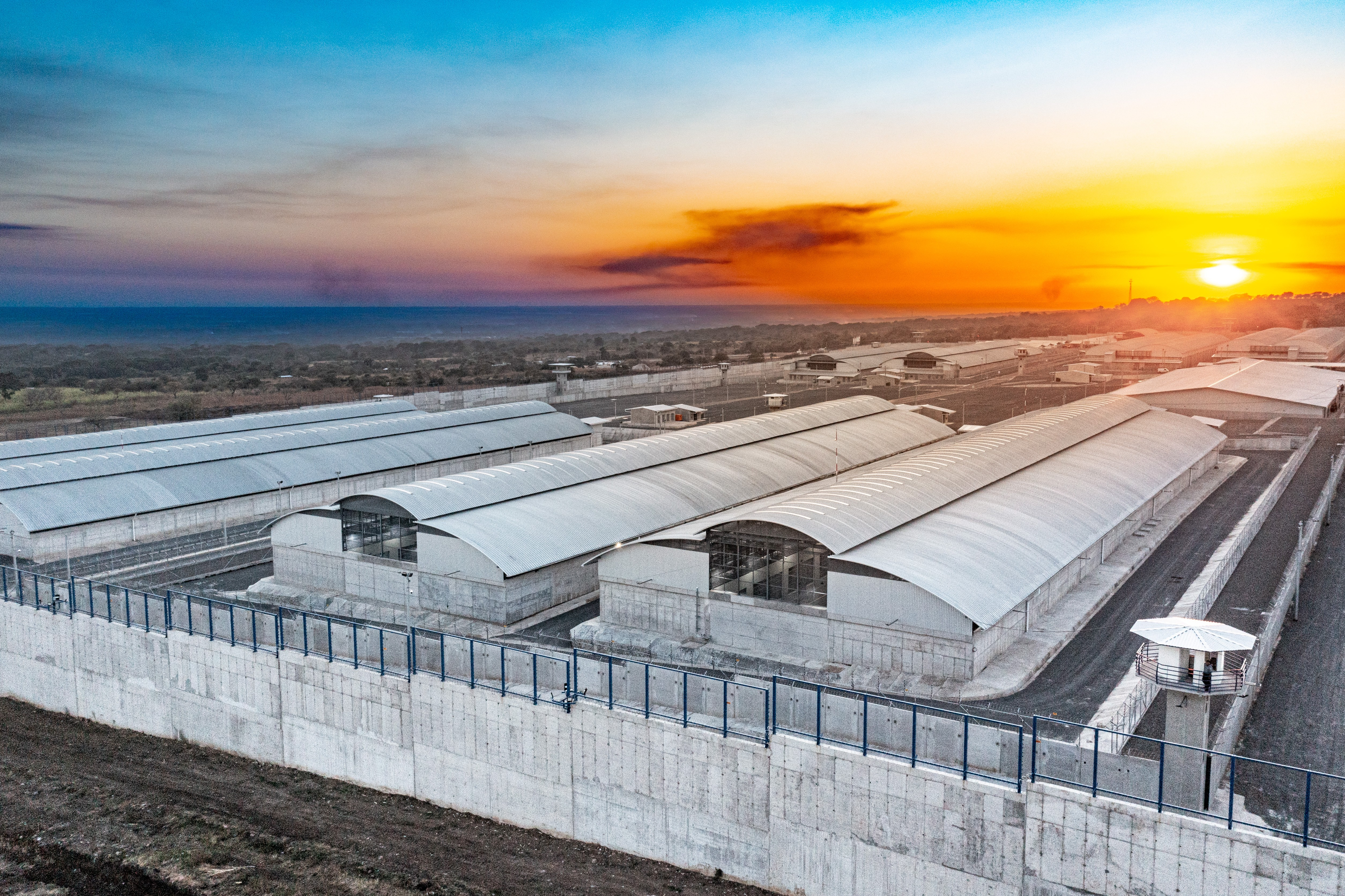
Vista del Centro de Confinamiento del Terrorismo.

Como infraestructura complementaria, en julio de 2022 se ordenó la construcción de un nuevo centro penitenciario con capacidad para 40.000 reclusos. Esta instalación, denominada Centro de Confinamiento del Terrorismo (CECOT), tenía como propósito albergar a los individuos arrestados durante la ofensiva contra las pandillas y mitigar los problemas de hacinamiento en el sistema penitenciario.
En febrero de 2023, Bukele documentó mediante registros audiovisuales el recorrido por la nueva instalación previo a su inauguración. Posteriormente, compartió videos del traslado de los primeros 2.000 reclusos, quienes fueron presentados con una estética uniformizada: cabeza rapada y calzoneta blanca.
Una encuesta de opinión realizada por CIESCA en marzo de 2023 reveló un amplio respaldo ciudadano a la iniciativa: el 96,4% de los encuestados manifestó apoyo a la construcción del CECOT, mientras que un 3,6% se mostró en desacuerdo.
Al 9 de julio de 2023, el centro penitenciario albergaba una población superior a 12.500 reclusos.
El Gobierno de Bukele realizó cercos de seguridad y bloqueos en Soyapango en diciembre de 2022 con 10.000 elementos de seguridad pública, Cabañas en agosto de 2023 empleando 7.000 soldados de las Fuerzas Armadas de El Salvador  y 1.000 efectivos de la PNC, Apopa en octubre de 2023 utilizando 4.000 miembros de las fuerzas de seguridad del país y San Marcos en octubre de 2024 con 2.500 activos de seguridad.

### Sexta fase: “Integración”
El 15 de septiembre de 2023, durante la conmemoración del 202.º aniversario de la Independencia de El Salvador, Bukele anunció el inicio de la sexta fase del Plan de Control Territorial, denominada "integración".

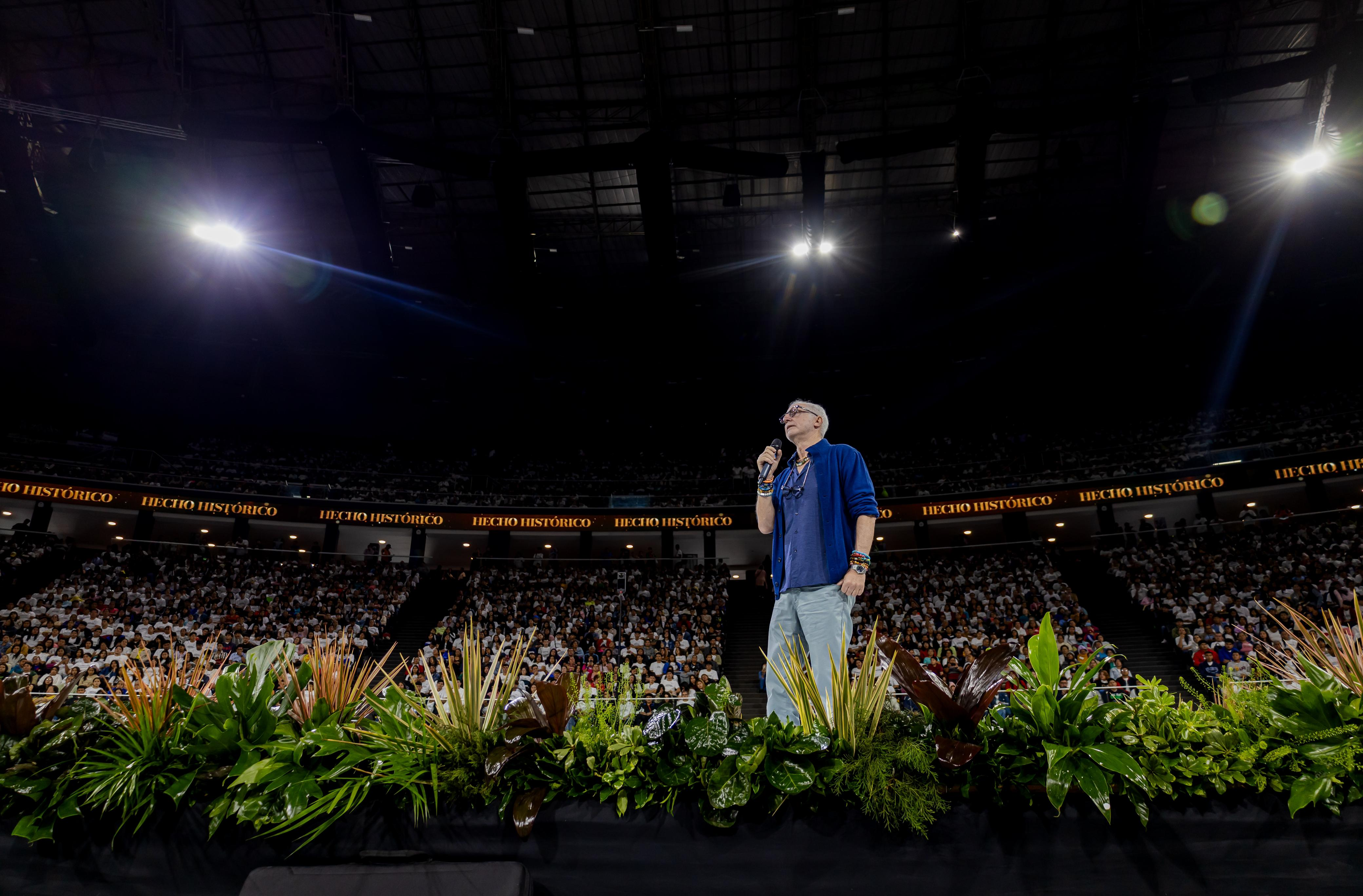
Alejandro Gutman durante la entrega de 9,000 becas a jóvenes salvadoreños.

La nueva etapa contempló la creación de la Dirección de Integración, cuya dirección fue asignada a Alejandro Gutman, presidente de la Fundación Fútbol Forever. Bukele detalló que la fase contaría con un presupuesto de 30 millones de dólares anuales para su implementación.
El 27 de julio de 2024, la Dirección Nacional de Integración otorgó 2.000 becas a estudiantes para iniciar estudios universitarios en instituciones de educación superior privadas. Esta iniciativa representa un esfuerzo significativo para promover el acceso a la educación superior entre jóvenes salvadoreños, facilitando oportunidades de desarrollo académico y profesional para sectores con limitaciones económicas.
En octubre de 2024, la misma dependencia implementó un programa de pasantías remuneradas dirigido a ciudadanos salvadoreños mayores de 60 años. La iniciativa busca impulsar la inclusión laboral de adultos mayores, generando espacios de reinserción profesional y aprovechando la experiencia acumulada de este grupo poblacional en diversos sectores productivos.
El 3 de diciembre, en un acto protocolario celebrado en el Gimnasio Nacional José Adolfo Pineda, se realizó la entrega simbólica de 9.000 becas universitarias. 
El 15 de marzo de 2025, Nayib Bukele anunció la implementación de un amplio programa nacional de becas dirigido a jóvenes que aspiren a cursar estudios superiores o técnicos, las Becas Roque Dalton son una iniciativa gubernamental diseñada para democratizar el acceso a la educación superior para estudiantes del sistema público educativo; según detalló el mandatario, los aspirantes deberán cumplir con tres requisitos fundamentales: mantener un rendimiento académico destacado, completar un proceso formativo específico de preparación universitaria y realizar sesenta horas documentadas de servicio comunitario, garantizando así que todos los graduados de bachillerato provenientes del sistema educativo público podrán incorporarse a este nuevo modelo formativo que les abrirá diversas opciones académicas, incluyendo licenciaturas, ingenierías, formación técnica especializada o cursos vocacionales orientados al mercado laboral, representando una significativa expansión de oportunidades educativas particularmente relevante para jóvenes provenientes de sectores socioeconómicos con recursos limitados, quienes tradicionalmente han enfrentado obstáculos económicos para continuar su formación académica.

## Efectos y resultados

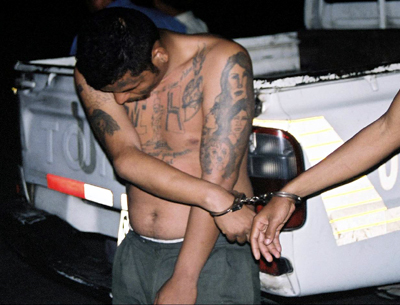
Terrorista de la Mara Salvatrucha esposado.

En julio de 2019, primer mes completo de implementación del Plan Control Territorial, la Policía Nacional Civil (PNC) registró 154 homicidios. Esta cifra representó el segundo nivel más bajo de homicidios mensuales en el país durante el siglo XXI, solo precedido por abril de 2013, cuando se contabilizaron 143 muertes violentas. La estadística significó aproximadamente la mitad del promedio mensual histórico de 300 homicidios.
El 31 de julio de 2019, la PNC documentó un hecho sin precedentes: cero homicidios, situación que no ocurría desde el 13 de enero de 2017 y solo la octava vez desde el año 2000. El presidente Nayib Bukele atribuyó esta reducción al Plan Control Territorial, manifestando su sorpresa por la rapidez e intensidad de la disminución de la violencia.
El año 2021 concluyó con un registro oficial de 1.147 homicidios, lo que representó una tasa aproximada de 17,6 homicidios por cada 100.000 habitantes, según datos verificados por la Policía Nacional Civil (PNC) y el Instituto de Medicina Legal. Para 2022, coincidiendo con la implementación del Régimen de Excepción decretado en marzo de ese año, se documentó una reducción sustancial del 56,8%, totalizando 495 homicidios (equivalente a una tasa aproximada de 7,5 por cada 100.000 habitantes). Esta tendencia descendente se acentuó durante 2023, cuando se registraron 154 homicidios en todo el territorio nacional, lo que supuso una disminución adicional del 68,9% respecto al año anterior y estableció una tasa estimada de 2,3 homicidios por cada 100.000 habitantes. El año 2024 consolidó esta trayectoria con un total de 114 homicidios documentados, que representa una reducción del 26% frente a 2023 y sitúa la tasa aproximada en 1,7 homicidios por cada 100.000 habitantes.
Para el 4 de mayo de 2025, la Administración Bukele ha registrado un hito significativo en materia de seguridad pública, al contabilizar oficialmente 900 días no consecutivos sin homicidios reportados en el territorio salvadoreño.